# ハマディ・アル・ガディウィ
ハマディ・アル・ガディウィ（1990年9月22日 - ）は西ドイツ・ボン出身のサッカー選手。ポジションはFW。SVザントハウゼン所属。

## 経歴
2018年冬の移籍市場でSSVヤーン・レーゲンスブルクに移籍した。
2019年夏、VfBシュトゥットガルトに移籍した。2021年6月13日にはシュトゥットガルトとの契約を2022年まで延長した。2021年8月14日のSpVggグロイター・フュルトとの開幕戦では4点目を挙げ、5-1の勝利に貢献した。
2022年1月、キプロスのパフォスFCへ移籍した。
2023年1月26日、SVザントハウゼンへ移籍。